# Orquestra de Câmara Portuguesa
La Orquestra de Câmara Portuguesa (OCP) è un'orchestra da camera fondata il 5 luglio del 2007. Il suo debutto si registra in data 13 settembre 2007, nel concerto inaugurale della Stagione 2007/2008, presso il Grande Auditorium del Centro Cultural de Belém a Lisbona. Il programma includeva: apertura con “Der Schauspieldirektor" KV 486, W.A.Mozart; Sinfonia numero 6 in Do Maggiore, D 589, di F.Schubert; Suite de Ballet "Pulcinella", di I.Stravinsky.
La OCP há sede ad Oeiras, in Portogallo.

## Biografia
La direzione artistica è garantita dal maestro Pedro Carneiro, che guida la più recente e virtuosa generazione di strumentisti portoghesi. La OCP è stata, in un primo momento, accolta dal Centro Cultural de Belém come Orchestra Associata, e, dal 2008, come Orchestra in Residenza. La OCP ha inaugurato le Stagioni Concertistiche del CCB per le annate 2007/2008 e 2010/1011.
La OCP si esibisce annualmente durante Os Dias da Música de Belém (I Giorni della Musica di Belém), dando spazio a giovani solisti e maestri come Pedro Amaral, Pedro Neves, Luís Carvalho, Alberto Roque e José Gomes. La OCP ha collaborato con i compositori Emmanuel Nunes e Sofia Gubaidulina, e ha suonato con solisti di fama internazionale come, tra gli altri, Jorge Moyano, Cristina Ortiz, Sergio Tiempo, Gary Hoffman, Filipe-Pinto Ribeiro, Carlos Alves, Heinrich Schiff e António Rosado.
La OCP ha debuttato all'estero nel 2010, durante il City of London Festival, ricevendo quattro stelle nel giudizio di The Times:
"Il secondo concerto per pianoforte di Chopin, suonato da Cristina Ortiz e dalla Orquestra de Câmara Portuguesa, è risultato pieno di carattere (…), così come la Prima Sinfonia di Beethoven, un viaggio sulle montagne russe traboccante di adrenalina, sotto la direzione di uno splendido Pedro Carneiro."
The Times, 23 giugno 2010
Nel 2009, la OCP ha inaugurato il 1º Festival das Artes de Coimbra, e si è esibita in diverse città come  Almada, Castelo Branco, Vila Viçosa; ha poi suonato nei festival di Alcobaça, Leiria, Paços de Brandão, e, ancora, nel concerto di Natale di Lisbona e al Festival ao Largo del Teatro Nacional de São Carlos.
Nel 2013, l'Orquestra è stata scelta dalla DGPC per far parte della tournée Concertos em rede 2013 – Música Clássica, con esibizioni al Convento dell'Ordine di Cristo, al Monastero dos Jerónimos, Monastero di Batalha e Monastero di Alcobaça.

## Cittadinanza Attiva
L'obiettivo della OCP è di diventare una delle migliori orchestre del mondo, distinguendosi ed identificandosi come un progetto di alto valore sociale e culturale, che nasce da un'azione genuina di cittadinanza attiva. La OCP sta portando a compimento diversi progetti di Responsabilità Sociale: O meu amigo toca na OCP, a OCPsolidária, a OCPzero e a OCPdois.

## Collaboratori
La Linklaters Portugal è il primo patrocinatore privato della OCP, avendo contribuito, nel 2010, al lancio della OCPzero. La OCPzero è composta da studenti provenienti da tutto il Paese, e stabilisce il primo passo per la costituzione di una Orchestra di Giovani Portoghesi. La European Federation of National Youth Orchestras, con sede a Vienna, Austria, ha accolto come membro la OCPzero nella sua dimensione di Orchestra di Giovani Portoghesi, in quanto la sua candidatura è stata approvata all'unanimità durante l'Assemblea Generale svoltasi a Bucarest nel maggio 2013.
Alla fine del 2012, la Fundação Calouste Gulbenkian si è associata alla OCP, patrocinando il progetto della OCPsolidária con l'associazione Cercioeiras. Il programma è cominciato con un'attività di volontariato nella Cercioeiras nel 2009. Nel febbraio del 2013, grazie all'appoggio della Fundação Calouste Gulbenkian, è stato stabilito un programma approfondito e dettagliato per i prossimi tre anni.
Nel 2011, rimanendo nell'ambito delle collaborazioni, la Everis Portugal SA si è unita alla OCP per lo sviluppo di un piano strategico di gestione e sviluppo del nuovo sito internet.
Dal 2013, la PwC accerta e rende pubblica la contabilità della OCP, mentre il municipio di Oeiras diventa un collaboratore istituzionale cedendo uno spazio all'interno della vecchia scuola elementare di Algés per l'installazione della sede della OCP.